# Dolmen de la Rouyre
Le dolmen de la Rouyre est un dolmen situé à Ansignan, dans le département français des Pyrénées-Orientales.

## Historique
Le monument a été découvert à l'état de ruine par Joseph Cayre à la suite d'un incendie, il a été fouillé et restauré en 1988.

## Description
C'est un dolmen simple de petites dimensions enserré dans un tumulus circulaire (7,81 m sur 7,26 m) étagé sur deux niveaux. La chambre mesure 1,75 m de long sur 0,80 m de large. Elle est délimitée par deux orthostates côté ouest (0,80 m de long sur 1 m de hauteur environ et 0,90 à 0,96 m d'épaisseur) et trois côté est (de respectivement 0,56 m de long sur 0,90 m de hauteur, 0,72 m de long sur 1 m de hauteur et 0,76 m de long sur 0,95 m de hauteur). La dalle de chevet est beaucoup plus petite (0,30 m de large). Le seuil de l'entrée est marqué par une petite dalle plantée transversalement qui devait servir à la fermeture de la chambre. Deux dalles dalles retrouvées à proximité, dont une qui fut retaillée à une époque inconnue probablement pour en faire une meule de moulin, ont été réutilisées comme tables de couverture lors de la restauration. Toutes les dalles sont en gneiss d'origine locale.

## Matériel archéologique
Le tamisage de la terre de l'intérieur de la chambre et des déblais du tumulus a permis de recueillir des fragments de tessons de vases attribués au Campaniforme (parois peu épaisses, fonds arrondis et pâte claire à dégraissant fin) et à l'Âge du bronze (parois épaisses, fond plat). Le reste du matériel archéologique comprend un petit bloc en quartz retravaillé et une pointe en fer très oxydée. Un petit matériel lithique (galet en quartz, hache polie) et céramique (tessons) a également été recueilli à proximité dans un rayon de 50 m autour du dolmen.
Le dolmen a été fréquenté du Chalcolithique jusqu'à l'âge du Bronze (ancien et récent) et probablement pillé au Moyen Âge.